# Friedhof (Fahr)

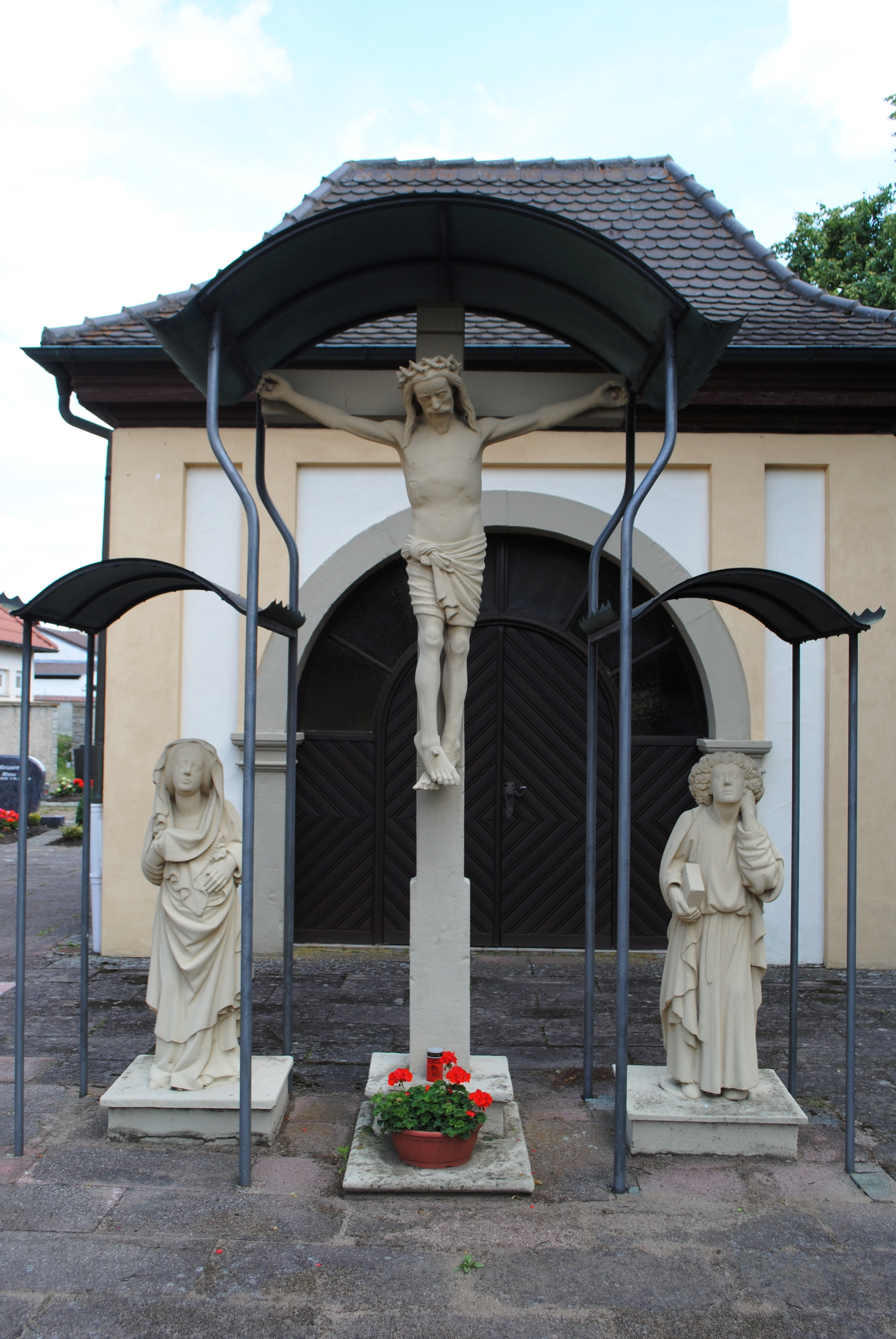
Die Kreuzigungsgruppe vor der Kapelle

Der Friedhof in Fahr am Main liegt zentral an der Blütenstraße inmitten des Ortes. Das Bayerische Landesamt für Denkmalpflege ordnet das Friedhofsensemble als Baudenkmal unter der Nummer D-6-75-174-228 ein. Neben der Friedhofskapelle befindet sich eine mittelalterliche Kreuzigungsgruppe.

## Friedhof
Das Gelände des Friedhofs ist ummauert. In einer Ecknische befindet sich eine Heiligenstatue. Das barocke Portal wird von einer Christusfigur in einer weiteren Nische bekrönt.
Die in der Mitte des Friedhofs gelegene Friedhofskapelle wurde vor dem Jahr 1706 angelegt. Ein gebogenes Walmdach bekrönt den Bau. Das Portal ist schnörkellos gestaltet. Lediglich in der Fassade erkennt man hervorkragende Elemente. Im Inneren befindet sich ein Altar, dessen Altarbild den heiligen Sebastian darstellt. Umgeben ist er von weinumrankten, verdrehten Säulen.

## Kreuzigungsgruppe
Vor der Kapelle erhebt sich eine Figurengruppe mit dem toten Christus und Maria sowie dem trauernden Evangelisten Johannes. Sie wurden um 1430 geschaffen und sind damit eine der ältesten Gruppen der Umgebung. Die Figuren ähneln dem Kreuzigungsrelief in der Würzburger Marienkapelle und der Muttergottes in der Iphöfer Veitskirche. Sie sind damit zweifelsfrei der Werkstatt zuzuordnen die die Schöne Muttergottes in Iphofen geschaffen hat.

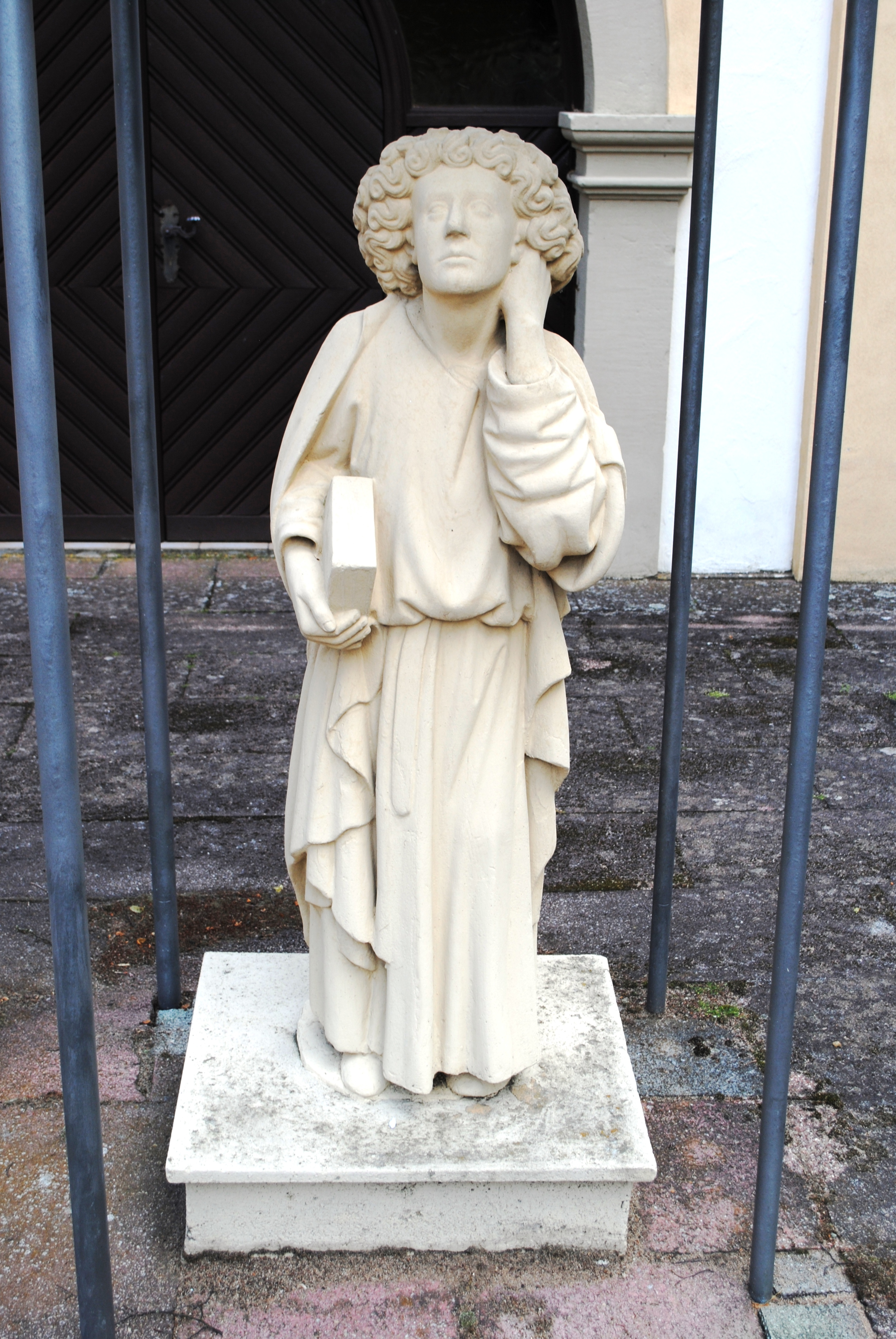
Die Figur des Johannes Evangelist

Ursprünglich standen die drei Figuren wohl an einer Wand gelehnt auf dem alten Friedhof um die Kirche. Der Hinterkopf des Johannes wurde bossiert. Im Jahr 1984 ließ der Arzt Oskar Stadler die Figurengruppe restaurieren. Sie wurde wohl unsachgemäß behandelt und mit einer orange-beigen Schlämme überzogen. Im Jahr 2009 übertünchte man die Kreuzigungsgruppe neuerlich, wahrscheinlich mit Dispersionsfarbe. Heute sind viele Details nicht mehr zu erkennen, auch weil auf den Rückseiten Steinersatzmasse aufgebracht wurde.
Drei Baldachine schützen die annähernd lebensgroßen Statuen. Die sonst einzeln stehenden Statuen werden nur durch diese Regendächer verbunden. Maria auf der rechten Seite des Kreuzes steht aufrecht da, ihr Kopf ist mit einem Schleier bedeckt. Sie ergreift mit der rechten Hand den Schleier und zieht in vor den Oberkörper. Ihr Gesicht ist mit dicken Haarpartien gerahmt, es wurde kaum modelliert. Die linke Hand Marias liegt an ihrer Hüfte.
Johannes blickt zu Christus am Kreuz. Er trägt ein bodenlanges Gewand mit langen Ärmeln. Seine rechte Schulter ist leicht angehoben, die rechte Hand umgreift ein Buch. Die Linke hat er zur Faust geballt und presst sie gegen seinen Hals und sein Ohr. Dieses Trauermotiv wird in einer zeitgleichen Darstellung in der Kirche in Rimpar ebenfalls verwendet. Das Gesicht ist von einer Lockenmähne umrahmt, die die Ohren allerdings frei lässt.
In der Mitte überragt das Kreuz die beiden anderen Figuren. Jesus ist als Dreinageltypus dargestellt. Sein Kopf mit deutlich sichtbarer Dornenkrone ist nach vorne-rechts gesunken. Seine Finger sind stark gekrümmt, die Hände sind in Kopfhöhe an den Querbalken genagelt. Lange Haarsträhnen fallen links und rechts um die Dornenkrone. Der Oberlippenbart reicht bis über die Mundwinkel, unterhalb des Mundes ist ein spitzer Kinnbart zu erkennen.
Christus wurde mit halb geschlossenen Augen gearbeitet, sein Oberkörper ist fast rechteckig. Oberhalb des Rippenbogens erkennt man die Stichwunde. Von hier aus laufen drei Blutbahnen bis zum Lendentuch. Das Tuch selbst geht dem Gekreuzigten bis knapp oberhalb des Knies, es wurde mit einem ungewöhnlichen Knoten gearbeitet, der kaum Parallelen aufweist. Die Füße sind leicht nach innen verdreht, während die Beine parallel verlaufen.